# Sedat Dursun
Sedat Dursun (* 23. März 1997 in Osmangazi) ist ein türkischer Fußballspieler.

## Karriere
Dursun begann mit dem Vereinsfußball 2008 in der Jugendabteilung von Küçük Balıklı GSK und wechselte 2010 in den Nachwuchs Bursaspors. Hier erhielt er im Sommer 2016 einen Profivertrag.
Die Saison 2016/17 verbrachte er als Leihspieler beim Viertligisten Yeşil Bursa SK, die Saison 2017/18 bei Karacabey Belediyespor und die Saison 2018/19 bei Diyarbekirspor.